# Эсенов, Ягшигельды
Ягшигельды Эсенов (туркм. Ýagşygeldi Esenow) — туркменский государственный деятель, судья.

## Биография
Родился в 1952 году в селе им. Актельпека Нагиева Куня-Ургенчский район Ташаузской области.
Образование высшее. В 1980 году окончил Туркменский государственный университет. По специальности — юрист.
1971—1972 — рабочий передвижной механизированной колонны № 8 города Дашогуза.
1972—1974 — служба в Советской Армии.
1974 — секретарь Тахтинского этрапского суда.
1974—1978 — заведующий канцелярией, консультант, старший консультант Дашогузского отдела юстиции.
1978—1981 — заведующий отделом Дашогузского велаятского объединения профсоюзов.
1981—1991 — судья Дашогузского городского суда.
1991 — 01.03.1995 — председатель Дашогузского городского суда.
01.03.1995 — 15.06.2000 — председатель Балканского велаятского суда.
15.06.2000 — 16.09.2002 — председатель Лебапского велаятского суда.
16.09.2002 — 15.11.2002 — первый заместитель Председателя Верховного суда Туркменистана.
15.11.2002 — 13.07.2007 — Председатель Верховного суда Туркменистана.
13 июля освобожден от должности «как не справившийся с обязанностями по руководству Государственной комиссией по рассмотрению обращений граждан по вопросам деятельности правоохранительных органов при Президенте Туркменистана, за допущенные многочисленные нарушения законности в работе казыетов, а также за неумение организовать в соответствии с предъявляемыми требованиями подбор работников».
Дальнейшая судьба неизвестна.

## Награды и звания
- Орден «Туркменбаши» (24.01.2003)
- Медаль «Watana bolan söygüsi üçin»

## Варианты транскрипции имени
- Имя: Ягшыгельды, Ягшигелди, Ягшыгелди